# Remizowce
Remizowce (ukr. Ремезівці) – wieś w rejonie złoczowskim obwodu lwowskiego, założona w 1469 r. W II Rzeczypospolitej miejscowość była siedzibą wiejskiej gminy Remizowce w powiecie złoczowskim województwa tarnopolskiego. Miejscowość w 2021 liczyła 955 mieszkańców. 
W 1944 nacjonaliści ukraińscy z OUN-UPA zamordowali tutaj 12 Polaków.

## Położenie
Na podstawie Słownika geograficznego Królestwa Polskiego i innych krajów słowiańskich Remizowce to: „wieś w powiecie złoczowskim, położona 10 km na południe od sądu powiatowego, stacji kolejowej i urzędu poczty i telegrafu w Złoczowie”.